# متدلية الخيوط
مُتَدَلْيَة الْخُيُوط  (الاسم العلمي: Filipendula)، هو جنس يتكون من 12 نوعًا من النباتات المُزهرة العشبية المعمرة من فصيلة الوردية، موطنها المناطق المعتدلة في نصف الكرة الشمالي. ومن أنوعها المعروفة حلوة المروج (Filipendula ulmaria) والعشبة القاطرة (Filipendula vulgaris)، وكلاهما موطنه أوروبا، وملكة الغابة (Filipendula occidentalis) وملكة البراري (Filipendula rubra)، مواطنها شمال أمريكا.